# Eupithecia approximata
Eupithecia approximata là một loài bướm đêm trong họ Geometridae.